# Hegyszentmárton

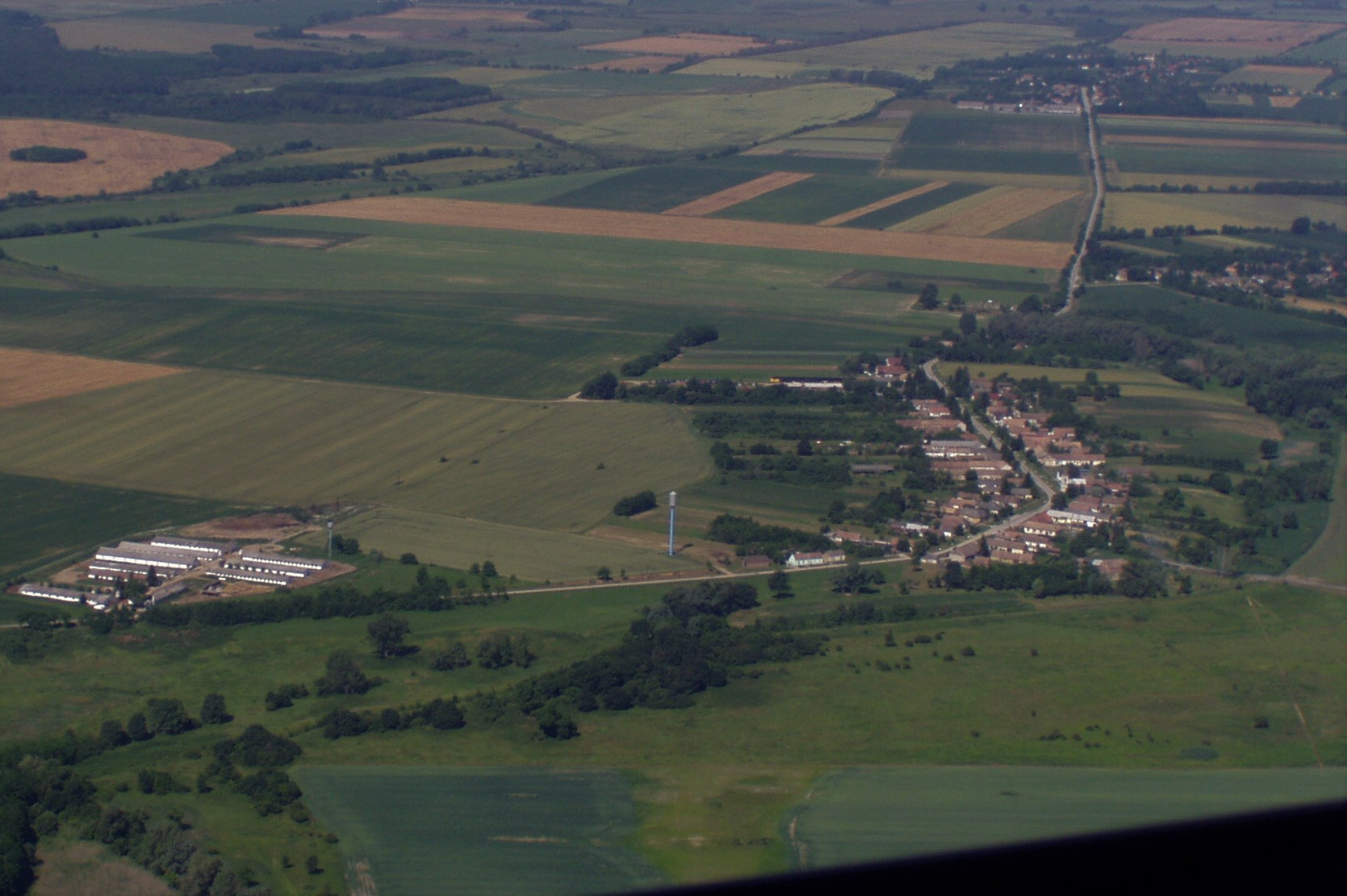
Hegyszentmárton (2005)

Hegyszentmárton (kroatisch Edsemartin) ist eine ungarische Gemeinde im Kreis Sellye im Komitat Baranya. Die Gemeinde besteht aus den drei Ortsteilen Hegyszentmárton, Alsóegerszeg und Monyorósd, welche ehemals eigenständig waren und 1930 vereinigt wurden.

## Geographie
Hegyszentmárton liegt etwa zehn Kilometer nordwestlich von Harkány. Die Nachbargemeinden sind Tengeri, Baksá und Kisdér im Norden, Siklósbodony und Babarczölös im Osten, Diósviszló im Südosten, Rádfalva und Kórós im Süden, Páprád im Südwesten sowie Bogádmindszent im Westen. Südöstlich der geschlossenen Bebauung gibt es einen kleinen Wald, nordwestlich und nördlich zwei Stillgewässer.
Entwässert wird die Gemeinde durch den Hegyadó-patak.

## Sehenswürdigkeiten
- Glockenturm aus Stein
- Römisch-katholische Friedhofskapelle Szent Pál
- Statue von Szent Antal mit Jesuskind (Szent Antal a gyermek Jézussal)

## Verkehr
Durch Hegyszentmárton verläuft die Landstraße Nr. 5815. Der nächstgelegene Bahnhof befindet sich ungefähr 20 Kilometer westlich in der Stadt Sellye.